# Le Visage (La Défense)
Pour les articles homonymes, voir Visage (homonymie).
Le Visage est une œuvre de Fabio Rieti. C'est l'une des œuvres d'art de la Défense, en France.

## Description
L'œuvre est située sur l'esplanade.

## Historique
L'œuvre est installée en 1985.